# 한준 묘와 신도비
한준 묘와 신도비는 대한민국 경기도 부천시 소사구 계수동에 있다. 1998년 2월 5일 부천시의 향토문화재 제3호 한준 신도비로 지정되었다가, 2012년 5월 2일 한준 묘와 신도비로 명칭이 변경되었다.

## 개요
청천군 한준 신도비(淸川君 韓準 神道碑)는 부천시향토유적 제3호로 소재지는 경기도 부천시 소사구 계수동 산3-23번지이다.
이 신도비는 비석 윗부분에 쓰인 "신도비명"이란 글자가 아니면 일반 비석으로 밖에 볼 수 없을 정도로 구별이 되지 않는다. 더구나 보존상태도 오랜 세월동안 비바람에 노출되어 우의정 허목이 써서 오석에 새긴 글자는 마멸되어 판독이 매우 어려운 실정이다.
한준(韓準, 1542∼1601)은 조선 중기의 문신으로 본관은 청주(淸州)이다. 돈령부도정 한수경(韓守慶)과 정경부인 진주 유씨 사이의 외아들로 중종 37년(1542년) 11월 1일 태어났으며, 자를 공칙(公則), 아호를 남강(南崗)이라 하였다.
1566년(명종 21) 별시문과에 병과로 급제하여 예문관에 등용되었다. 예조좌랑·장령·좌승지·전라도관찰사·호조참판 등을 지냈다. 1588년(선조 21) 우참찬이 되어 성절사(聖節使)로 명나라에 다녀와 황해도관찰사가 되었다.
이듬해 안악군수 이축(李軸), 재령군수 한응인(韓應寅) 등이 연명으로 정여립(鄭汝立)의 모역사건을 알리는 고변서(告變書)를 조정에 비밀장계로 올렸다. 그 공으로 1590년 평난공신(平難功臣) 2등이 되고 좌참찬에 올라 청천군(淸川君)에 봉하여졌다.
1592년 임진왜란 때 호조판서로 순화군(順和君)을 호종, 강원도로 피난하였고, 이듬해 한성부판윤에 전임되었으며, 진하 겸 주문사(進賀兼奏聞使)로 다시 명나라에 다녀와 이조판서가 되고, 1595년 사은 겸주청사(謝恩兼奏請使)로 또다시 명나라에 다녀왔다.
글씨를 잘 써서 사자관(寫字官)을 지냈고, 광주(廣州)의 「우언겸묘표(禹彦謙墓表)」를 썼으며, 필적으로 모간(模刊)한 것이 있다. 평소 교유(交遊)를 즐기지 않았으며, 근면하고 검소하여 죽은 뒤 장사를 치를 돈이 없을 정도였다고 한다.
'선조실록'에서 한준의 청렴을 읽을 수 있다. 그는 병으로 오랜 고생도 했지만 재물에 탐욕이 없었던 탓으로 조정에서 보내준 것으로 겨우 장례를 치를 수 있었다고 한다.
한준의 시호는 정익공(靖翼公)이다. 그는 모습이 장대하고 위엄이 있었으며, 중후하고 말이 적어 한 때 '장덕거인(長德鉅人)'으로 칭해지기도 하였다. 천성이 사귀어 놀기를 즐겨하지 않고, 명성과 세도롤 회피하여 근검절약과 부지런함을 좋아하였다. 벼슬에 나가서는 나라가 평화로울때나 어려울 때를 막론하고 흔들리지 않는 지조를 보여 당시 사람들은 그의 됨됨이를 산악의 의연함에 비유하기도 하였다.